# Gryts landskommun, Östergötland
Gryts landskommun var en tidigare kommun i Östergötlands län.

## Administrativ historik
Den 1 januari 1863, när kommunalförordningarna började tillämpas, skapades över hela riket cirka 2 500 kommuner, varav 89 städer, 8 köpingar och resten landskommuner. Då inrättades i Gryts socken i Hammarkinds härad i Östergötland denna kommun.
1 januari 1920 (enligt beslut den 31 december 1919) överfördes hemmanen 1/4 mantal Borg nummer 1 och 1 mantal Sandvik nummer 1 till Valdemarsviks köping.
1952 genomfördes den första av 1900-talets två genomgripande kommunreformer i Sverige. Den påverkade inte Gryts kommun, som vid nästa indelningsreform år 1971 genom sammanläggning gick upp i Valdemarsviks kommun.

### Kyrklig tillhörighet
I kyrkligt hänseende tillhörde kommunen Gryts församling.

### Kommunalhuset
Kommunalhuset uppfördes efter donation av Magnus Petter Svensson i Liljestad. Invigning skedde den 11 september 1937. Byggnaden innehöll en sal för kyrkliga ändamål och en för rent kommunala angelägenheter.
På övre planet inrättades bostad för vaktmästare, sjuksköterska och barnmorska. Det fanns även planer för en förlossningssal på övervåningen, men den tanken realiserades aldrig.
Källarvåningen innehöll bastu och bad för herrar och damer samt arrestlokaler. Byggnaden fungerade som kommunalhus fram till 1971, då Gryt uppgick i Valdemarsviks kommun. Sista kommunalfullmäktigesammanträdet för Gryts landskommun hölls den 4 december 1970. Numera ägs byggnaden av Gryts församling och används som församlingshem.

## Geografi
Gryts landskommun omfattade den 1 januari 1952 en areal av 179,63 km², varav 174,91 km² land.

### Tätorter i kommunen 1960
I Gryts landskommun fanns tätorten Gryt, som hade 315 invånare den 1 november 1960. Tätortsgraden i kommunen var då 22,3 procent.

## Politik

### Mandatfördelning i valen 1942–1966
| 12 | 13 |

| 24 |

| 10 | 15 |

| 22 |

| 9 | 7 | 6 | 3 |

| 22 |

| 8 | 7 | 5 | 5 |

| 22 |

| 8 | 8 | 4 | 5 |

| 22 |

| 8 | 8 | 4 | 5 |

| 23 |

| 8 | 8 | 4 | 5 |

| 21 | 4 |